# Söderala socken
Söderala socken i Hälsingland är sedan 1971 en del av Söderhamns kommun, från 2016 inom distrikten Söderala, Bergvik och Ljusne.
Socknens areal är 243,46 kvadratkilometer land. År 2000 fanns här 7 674 invånare. Tätorten och kyrkbyn Söderala med sockenkyrkan Söderala kyrka ligger i denna socken.

## Administrativ historik
Söderala socken har medeltida ursprung. 1620 utbröts Söderhamns stad och Söderhamns församling. Mellan 1828 och 1896 var Maråkers församling utbruten ur Söderala församling
Vid kommunreformen 1862 övergick socknens ansvar för de kyrkliga frågorna till Söderala församling och för de borgerliga frågorna bildades Söderala landskommun. Ur församlingen utbröts 1914 Bergviks församling och 1 maj 1917 Ljusne församling. Landskommunen utökades 1952 och uppgick 1971 i Söderhamns kommun.
1 januari 2016 inrättades distrikten Söderala, Bergvik och Ljusne, med samma omfattning som motsvarande församlingar hade 1999/2000, och vari detta sockenområde ingår.
Socknen har tillhört fögderier, tingslag och domsagor enligt vad som beskrivs i artikeln Hälsingland.  De indelta båtsmännen tillhörde Första Norrlands förstadels båtsmanskompani.

## Geografi
Söderala socken ligger vid kusten närmast söder om Söderhamn kring Ljusnan och Söderhamnsån och med viss skärgård. Socknen har odlingsbygd vid kusten, kring åarna och sjöarna och är i övrigt en skogsbygd.
Socknen genomkorsas i öster av europaväg 4. Längst i öster låg Söderhamns flygplats, tidigare F 15. Järnvägslinjen Söderhamn-Kilafors går också genom området. Riksväg 50 korsar socknen i öst-västlig riktning. Vägen utgår från Söderhamn i öster, löper cirka 8 kilometer inom socknen och passerar därvid strax norr om huvudorten Söderala med Söderala kyrka. I väster ligger samhällena Marmaverken samt Marmaskogen.  
I söder ligger Höljebro kraftstation, vars kraftverksdamm ligger vid Ljusnans avflöde från sjön Marmen. Höljebro är några gårdar, som ligger vid europaväg 4. Strax norr om Höljebro kraftstation ligger Askesta samt Onsäng.

### Geografisk avgränsning
Söderala församling gränsar i norr till Norrala socken och i ost till Söderhamn. 
I väster gränsar församlingen mot Mo socken.

## Fornlämningar
Från bronsåldern finns gravrösen och vid Ljusen två långrösen. Från järnåldern finns cirka 115 gravhögar. På kyrkan har till 1700-talet suttit en senvikingatida vindflöjel, Söderalaflöjeln.

## Namnet
Namnet (1302 Sudheralum) innehåller Alir, ett namn på en förhistorisk del av Hälsingland. Alir är plural av al och torde hänga samman med orten Ale i Norrala socken.

## Befolkningsutveckling
| Befolkningsutvecklingen i Söderala socken 1750–1990                                                                                              | Befolkningsutvecklingen i Söderala socken 1750–1990 | Befolkningsutvecklingen i Söderala socken 1750–1990 | Befolkningsutvecklingen i Söderala socken 1750–1990 | Befolkningsutvecklingen i Söderala socken 1750–1990 |
| --- | --------------------------------------------------- | --------------------------------------------------- | --------------------------------------------------- | --------------------------------------------------- |
| |                                                     |                                                     |                                                     |                                                     |
| År |                                                     |                                                     | Folkmängd                                           |                                                     |
| 1750 | 1750                                                |                                                     | 1 284                                               |                                                     |
| 1760 | 1760                                                |                                                     | 1 379                                               |                                                     |
| 1769 | 1769                                                |                                                     | 1 374                                               |                                                     |
| 1790 | 1790                                                |                                                     | 1 629                                               |                                                     |
| 1800 | 1800                                                |                                                     | 1 794                                               |                                                     |
| 1810 | 1810                                                |                                                     | 1 776                                               |                                                     |
| 1820 | 1820                                                |                                                     | 1 972                                               |                                                     |
| 1830 | 1830                                                |                                                     | 2 215                                               |                                                     |
| 1840 | 1840                                                |                                                     | 2 375                                               |                                                     |
| 1850 | 1850                                                |                                                     | 2 529                                               |                                                     |
| 1860 | 1860                                                |                                                     | 3 569                                               |                                                     |
| 1870 | 1870                                                |                                                     | 4 320                                               |                                                     |
| 1880 | 1880                                                |                                                     | 6 614                                               |                                                     |
| 1890 | 1890                                                |                                                     | 8 351                                               |                                                     |
| 1900 | 1900                                                |                                                     | 10 025                                              |                                                     |
| 1910 | 1910                                                |                                                     | 10 985                                              |                                                     |
| 1920 | 1920                                                |                                                     | 12 190                                              |                                                     |
| 1930 | 1930                                                |                                                     | 14 081                                              |                                                     |
| 1940 | 1940                                                |                                                     | 13 259                                              |                                                     |
| 1950 | 1950                                                |                                                     | 12 528                                              |                                                     |
| 1960 | 1960                                                |                                                     | 12 521                                              |                                                     |
| 1970 | 1970                                                |                                                     | 11 588                                              |                                                     |
| 1980 | 1980                                                |                                                     | 10 952                                              |                                                     |
| 1990 | 1990                                                |                                                     | 10 066                                              |                                                     |
| Anm: Tabellen inkluderar Ljusne och Bergvik. Källor: Umeå universitet - Tabellverket 1749-1859, Demografiska databasen, CEDAR, Umeå universitet. |                                                     |                                                     |                                                     |                                                     |

## Kända personer med anknytning till bygden
- Arne Geijer
- Laurentius Jonæ Halenius
- Olle Häger
- Magnus Jonsson i Vannsätter
- Jan Johansson
- Nils Färnström
- Gösta Almgren
- Jonas Olsson i Ina
- Helge Wiklund
- Olle Wiklund